# Saucisse chinoise
 
La saucisse chinoise est un terme générique désignant les nombreux types de saucisses originaires de Chine. Le goût méridional de la saucisse chinoise est surtout connue sous son nom cantonais lap cheong (ou lap chong) (en chinois simplifié : 腊肠; pinyin : làcháng; Jyutping: laap6 coeng2; en cantonais romanisé de Yale: laahp chéung).

## Variétés
Certaines saucisses sont à base de foie de porc, de canard, et même de dinde. Normalement, les saucisses à base de foie sont plus foncées que celles sans foie. Récemment, certains pays ont produit des saucisses chinoises à base de poulet. On peut aussi retrouver les saucisses chinoises dans des plats de dim sum.

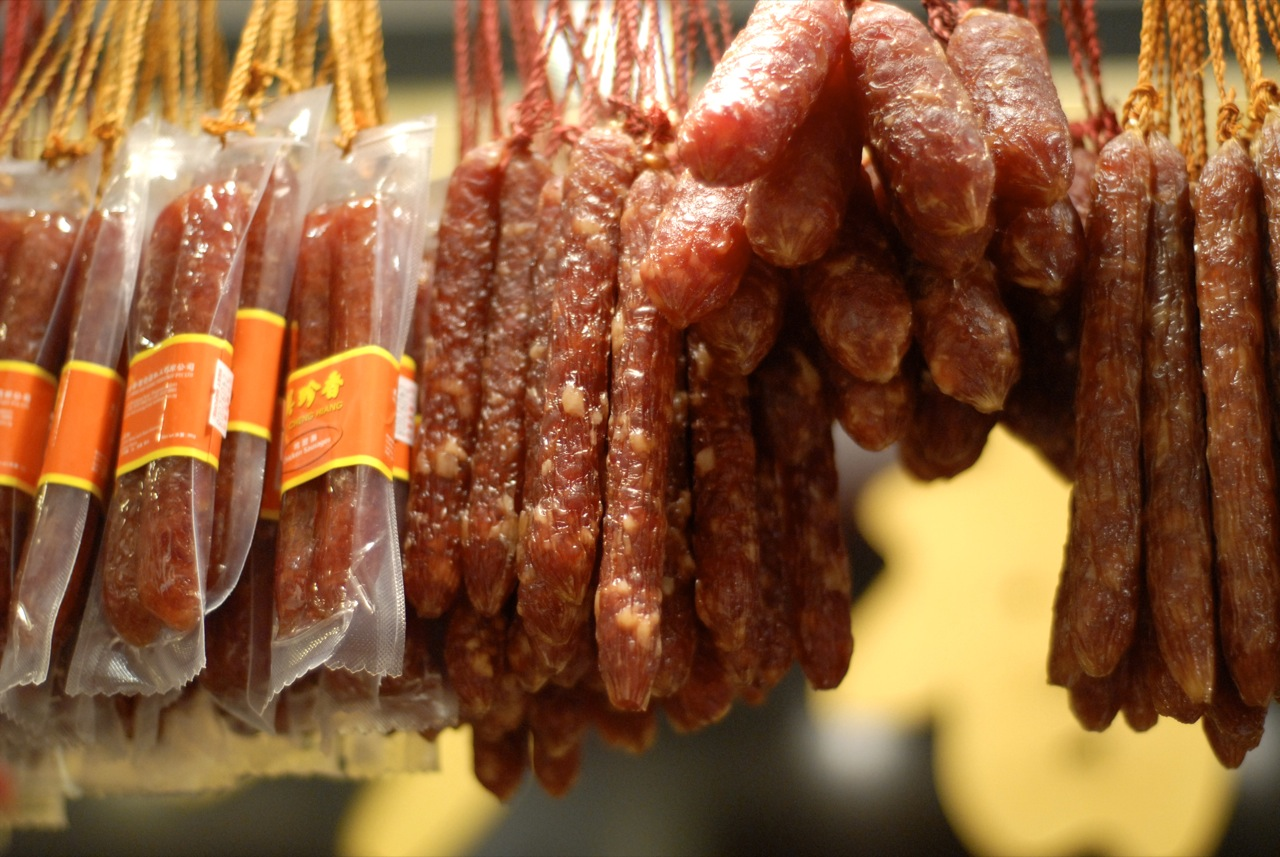
Saucisses chinoises qui sèchent.

- Le lap cheong (en chinois simplifié: 腊肠) est une saucisse dure et séchée. Celle-ci est normalement à base de porc et de graisse de porc. La saucisse est normalement fumée, sucrée et assaisonnée avec de l'eau de rose, du vin de riz et de la sauce soja.
- Le yun chang est élaboré à base de foie de canard.
- Le xiang chang est une saucisse fraîche composée de morceaux de porc hachés et de graisse de porc. La saucisse a un goût plutôt sucré.
- Le nuomi chang est une saucisse de couleur blanche composée de riz gluant et d'arômes. Cette dernière est cuite à la vapeur ou bouillie jusqu'à ce qu'elle soit cuite. Le nuomi chang de certaines cultures chinoises utilise du sang comme agent liant. Ceci est utilisé de la même manière que dans les sundae (des saucisses) coréennes[réf. nécessaire].
- Les xue chang sont des saucisses chinoises dont le sang est l'ingrédient principal.
- Le bairouxue chang est une saucisse beaucoup appréciée dans le nord-est de la Chine. Elle est à base de sang avec de la viande hachée.
- Le guan chang est une longue saucisse rougeâtre, à base de viande fraîche.

## Approches régionales

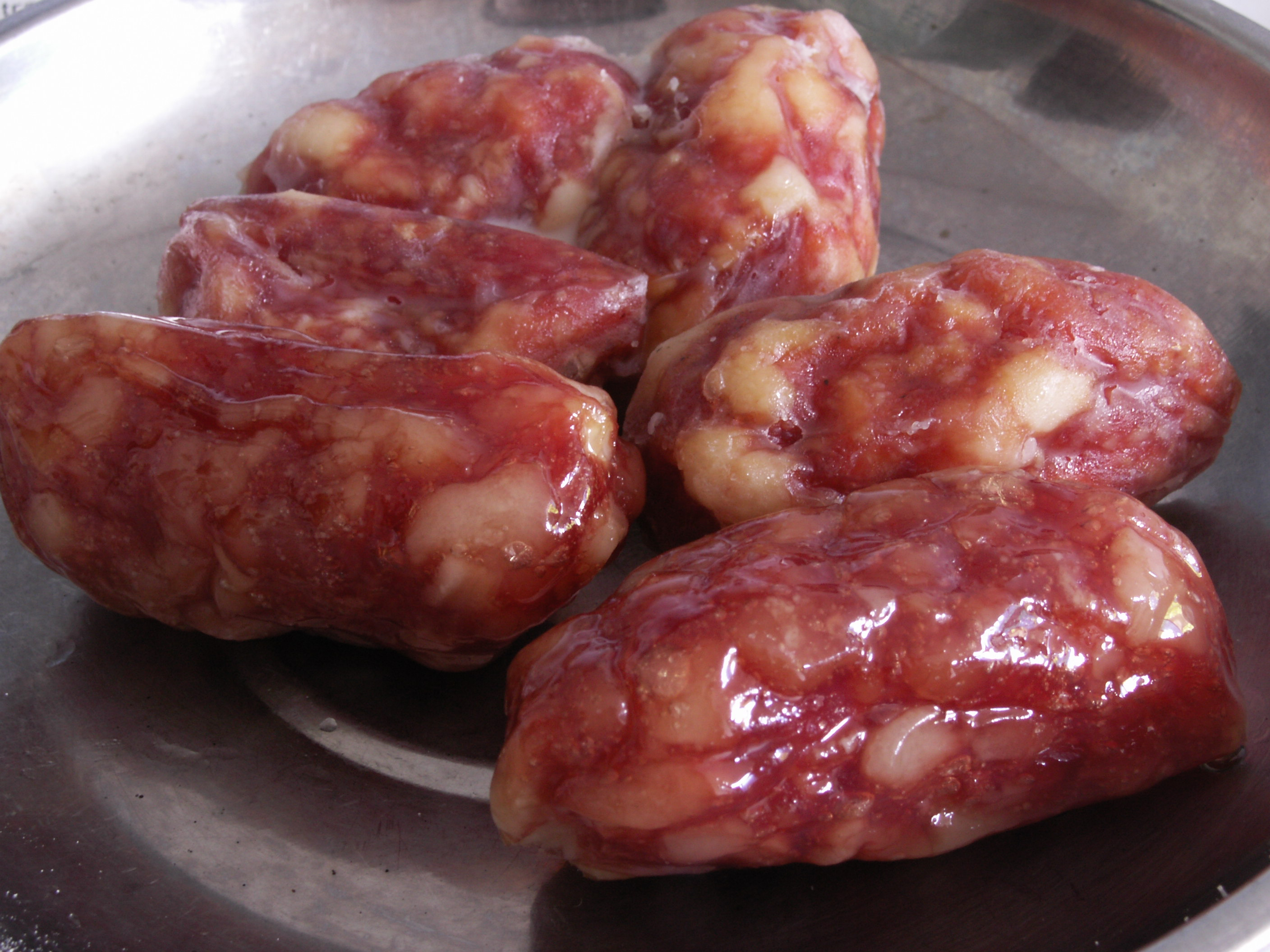
Petites saucisses sèches cantonaises.

La saucisse chinoise est utilisée comme ingrédient dans divers plats dans les provinces du sud de la Chine du Guangdong, du Fujian, du Jiangxi, du Sichuan et du Hunan, ainsi qu'à Hong Kong et à Taiwan. La saucisse du Sichuan contient également du piment rouge, du poivre de Sichuan et une sauce à base de fèves de Pixian. Ces ingrédients donnent un goût particulier à cette saucisse. Plusieurs plats font appel à cette saucisse - par exemple le riz frit et le lo mai gai (糯米雞). Il est possible de trouver des formes traditionnelles de cette saucisse dans des marchés de rue ou dans des marchés humides.

### Hongchang

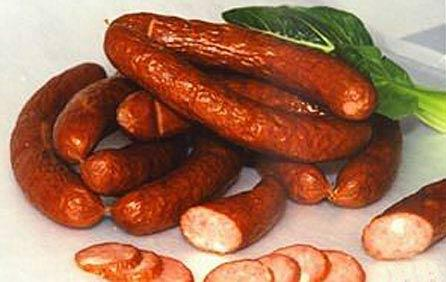
Saucisses fumées de Harbin.

Dans le nord-est de la Chine, surtout dans la plus grande ville de Heilongjiang, Harbin, le Hongchang demeure la spécialité régionale. Cette dernière est une saucisse rouge fumée qui ressemble à sa texture et à son goût aux saucisses polonaises kielbasa ou aux saucisses lituaniennes 'skilandis'. Ce genre de saucisse a été fabriqué en 1909 par des ouvriers lituaniens dans une usine Russe dans le quartier de Daoli à Harbin. Elles se nomment aussi 'Lidaosi' en chinois, du russe колбаса «литовская»</link> kolbasa « litovskaâ », « saucisse lituanienne ». Ces saucisses sont ensuite devenues populaires dans le nord de la Chine. Il existe aussi une version plus sucrée de cette saucisse, qui ressemble plus à celles du sud de la Chine.
En chinois, Hongchang peut également désigner d'autres saucisses rouges en Chine - par exemple, le Shanghai Big Hongchang, qui elle-même ressemble au Falukorv.

## Dans d'autres pays

### Au Viêt Nam
En vietnamien, les saucisses qui ressemblent aux saucisses chinoises s'appellent lạp xưởng ou lạp xường. Elles sont utilisées dans divers plats, en passant par des plats simples, comme des omelettes, à des plats principaux plus complexes. Ces saucisses restent assez salées. Elles sont donc utilisées avec modération. Elles sont normalement à base de porc (lạp xưởng heo) ou de poulet ( lạp xưởng gà). Le Tung lò mò ( Cham : ꨓꨭꩂ ꨤꨟꨯꨱꨥ tung lamaow ) est une saucisse semblable à base de bœuf, produite par la communauté Cham du sud du Viêt Nam.

### Au Myanmar
En birman, la saucisse s'appelle soit kyet u gyaung (saucisse de poulet ; ကြက်အူချောင်း) ou wet u gyaung (saucisse de porc ; ဝက်အူချောင်း). Les saucisses du Myanmar ont une plus forte concentration de viande et sont plus compactes que celles de Singapour ou de Chine. Elles sont normalement utilisées dans du riz frit et avec des plats à base de légumes frits (par exemple des plats à base de chou).

### Aux Philippines

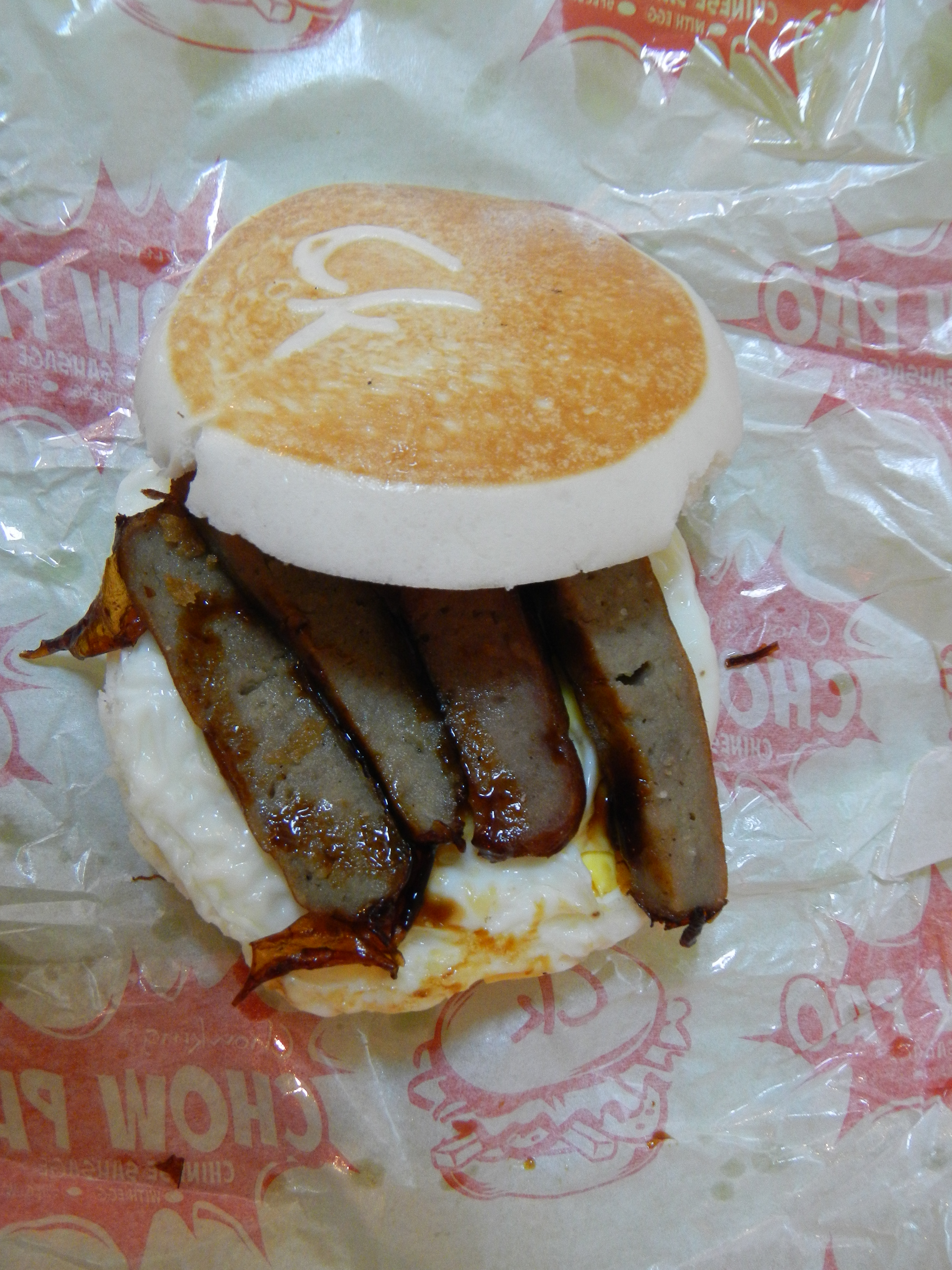
Chow pao à la saucisse chinoise avec un œuf de Chowking aux Philippines.

Aux Philippines, la saucisse chinoise est un ingrédient de certains plats sino-philippins comme le siopao bola-bola . Elle est parfois confondue avec et utilisée à la place d'une saucisse des Philippines, le Chorizo de Macao (également parfois connue sous le nom de « chorizo chinois »). Cette dernière ne vient pas de la saucisse chinoise. Son nom vient de l'anis utilisée dans sa composition, une épice souvent associée à la gastronomie chinoise aux Philippines.

### À Taïwan
Taïwan produit également une forme similaire à la saucisse chinoise. Cependant, ces saucisses sont rarement séchées. Elles sont parfois produites à partir d'une émulsion de graisse et de viande, utilisant une plus grande quantité de sucre, ce qui mène à un goût plus sucré. Elles sont normalement produites par des bouchers locaux et vendues au marché ou consommées à la maison. Cette variante de saucisse est aussi connue sous le nom de xiangchangen chinois mandarin, ce qui signifie 'saucisse parfumée'.

### À Singapour
Singapour produit des saucisses chinoises innovantes qui pourraient être considérées comme meilleures pour la santé que la variété traditionnelle[réf. nécessaire]. Ces saucisses sont souvent faibles en gras, faibles en sodium et riches en fibres.

### En Thaïlande

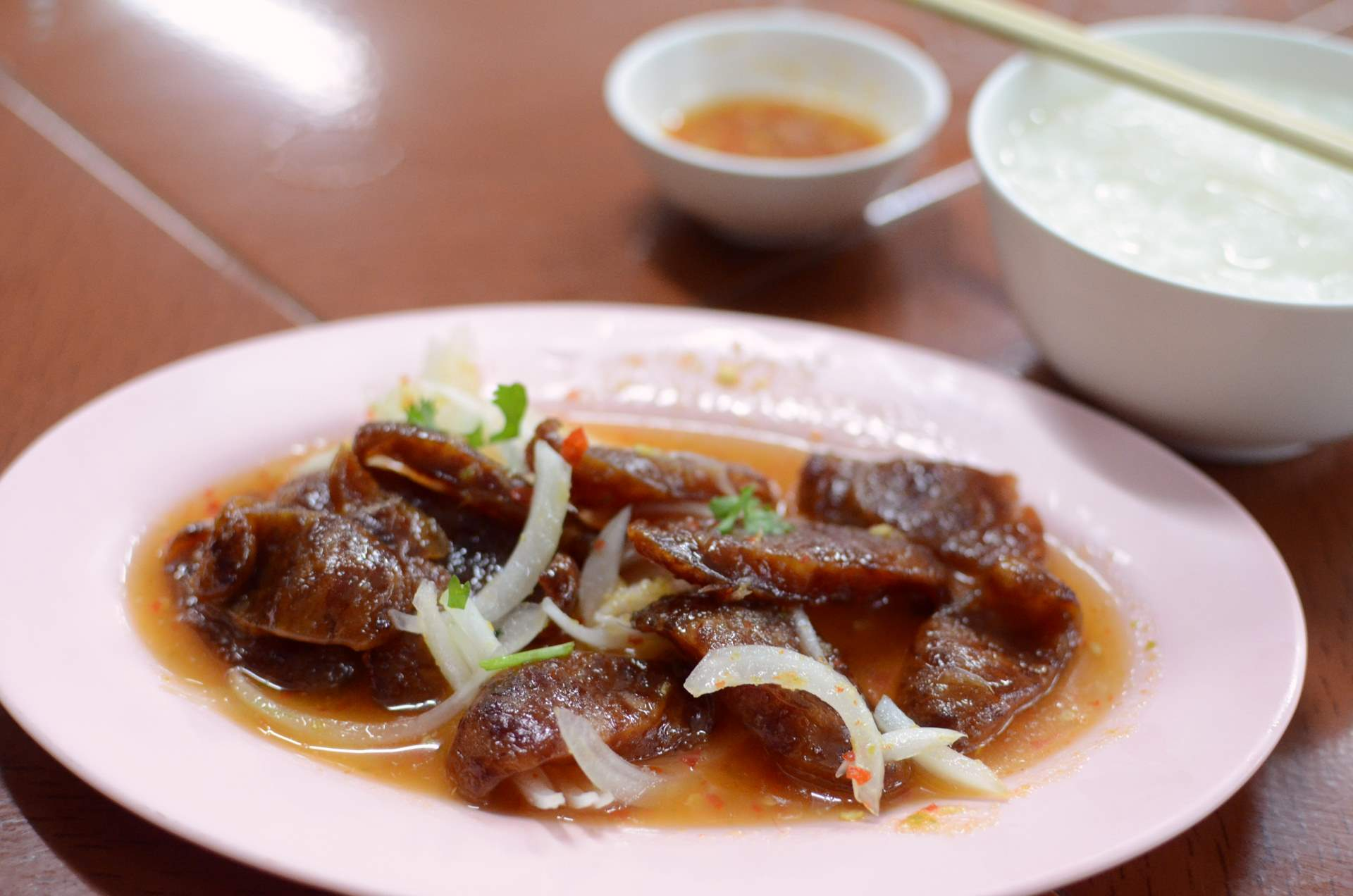
Yam kun chiang, une salade thaïlandaise à base de la chang.

En thaï, la saucisse chinoise s'appelle kun chiang( thaï : กุนเชียง ). Ce nom provient du dialecte Teochew (贯肠, kwan chiang en Teochew), qui est la langue chinoise qui domine la communauté chinoise thaïlandaise. Cette saucisse est utilisée dans plusieurs plats chinois de la communauté chinoise thaïlandaise, une communauté qui reste importante en Thaïlande. Elle est aussi consommée dans des plats thaïlandais comme le yam kun chiang, une salade thaïlandaise à base de cette saucisse. Il existe également en Thaïlande des saucisses chinoises à base de poisson (pla chon; thaï : ปลาช่อน).

### Au Suriname
Au Suriname, la saucisse chinoise est connue sous un nom Hakka -  fatjong, fachong,, fa-chong, fashong ou fasjong. Elle est surtout consommée dans le plat moksi meti tyawmin (un chow mein à base de viande mélangée).

### Dans d'autres régions
Les saucisses chinoises sont généralement disponibles dans des supermarchés asiatiques en dehors d'Asie. Ces dernières sont principalement emballée sous forme de sous vide, bien que certaines épiceries chinoises vendent également des variétés non emballées. Celles-ci sont normalement fabriquées dans le pays,,. Par exemple, beaucoup de saucisses chinoises qui sont vendues au Canada sont produites par des fabricants à Vancouver et à Toronto.  Le lap cheong est également une saucisse très appréciée à Hawaï en raison de la population importante de Chinois d'Hawaï qui l'ont incorporée dans la cuisine de l'archipel[réf. nécessaire].